# Andrzej Samuel Stadnicki
Andrzej Samuel Stadnicki herbu Szreniawa bez Krzyża (zm. w 1678 w Lesku) – kasztelan przemyski w latach 1672-1677, kasztelan lubaczowski w latach 1661-1672, starosta osiecki w 1650 roku, sędzia kapturowy ziemi sanockiej w 1668 roku, sędzia kapturowy ziemi przemyskiej w 1673 roku.
Syn Marka Antoniego Stadnickiego. Od 1657 dowodził własną chorągwią pancerną. W czasie potopu uczestniczył w latach 1657–1660 w walkach ze Szwedami aż do zakończenia kampanii pruskiej. W składzie dywizji hetmana polnego koronnego Jerzego Lubomirskiego walczył w kampanii cudnowskiej na Ukrainie.
Stadnicki wycofał się ze służby wojskowej w 1663. 17 lutego 1661 otrzymał kasztelanią lubaczowską, nie uczestniczył jednak aktywnie w życiu politycznym Rzeczypospolitej. Zapewne na sejmie 1661 złożył przysięgę senatorską. Być może uczestniczył w obradach senatu debatującego w Warszawie w maju 1662 nad sposobami zlikwidowania konfederacji wojska koronnego. Pułkownik pospolitego ruszenia ziemi sanockiej w czasie popisu pod Jabłonicą przed elekcją 1669 roku. Aktywnie uczestniczył w walkach politycznych za panowania Michała Korybuta Wiśniowieckiego. Na sejmie 1670 został wybrany do komisji dla rozwiązywania spornych spraw na pograniczu z Węgrami, wyznaczono go też na senatora rezydenta na drugi kwartał 1672. Jesienią 1672 otrzymał urząd kasztelana przemyskiego. Na sejmie koronacyjnym króla Jana III Sobieskiego w 1676 ponownie wszedł do komisji węgierskiej, w roku następnym objął jej przewodnictwo.
Zmarł w r. 1678 w Lesku i tam został pochowany. Z małżeństwa z Marianną Barbarą ze Stadnickich pozostawił córkę Aleksandrę Barbarę, żonę Jana Franciszka Stadnickiego wojewody wołyńskiego. Posiadał wniesiony przez żonę kompleks dóbr leskich, oraz Drążgów i Chrzanów jako spadek po Dembińskich.